# یازدهمین مراسم جایزه انجمن بازیگران فیلم
 یازدهمین مراسم جایزه انجمن بازیگران فیلم (به انگلیسی: 11st Screen Actors Guild Awards) به افتخار بهترین بازیگران فیلم و تلویزیون سال ۲۰۰۴ برگزار شد.

## نامزدی‌ها و جوایز

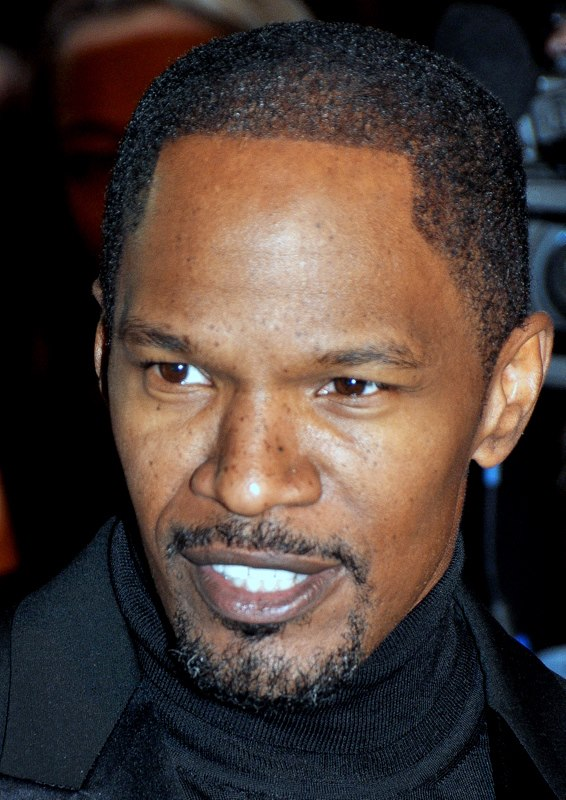
جیمی فاکس، برنده بهترین بازیگر مرد فیلم درام

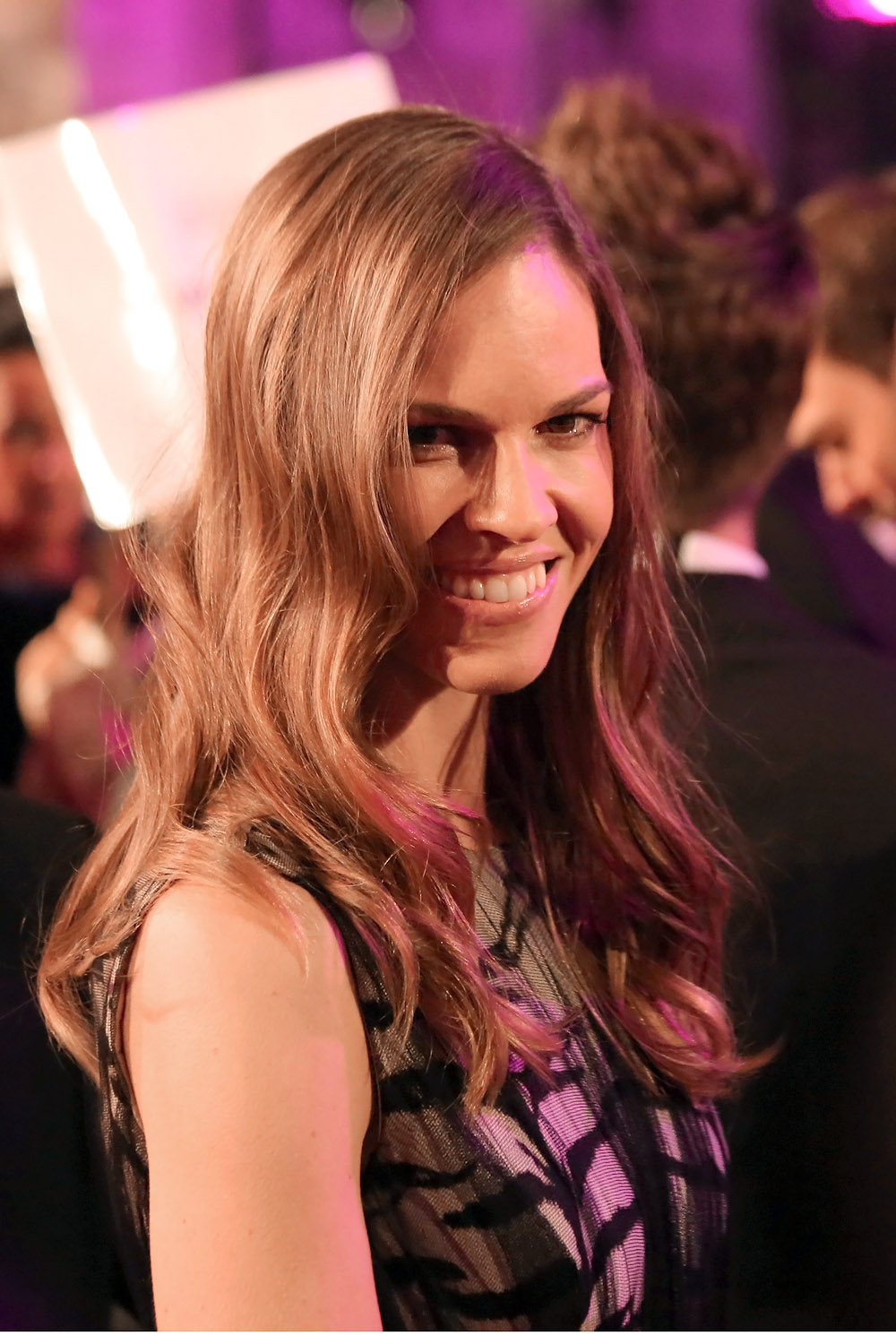
هیلاری سوانک، برنده بهترین بازیگر زن فیلم درام

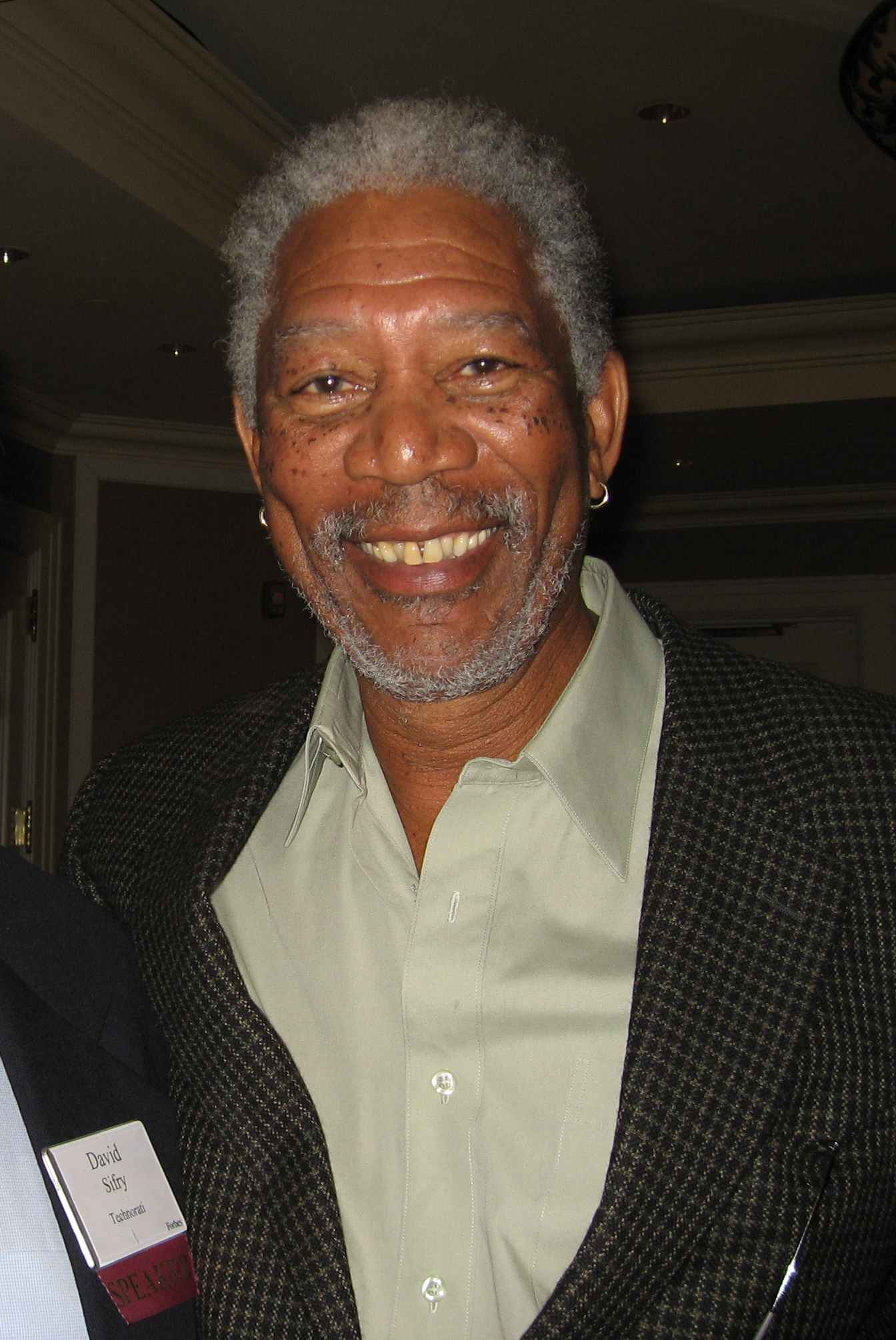
مورگان فریمن، برنده بهترین بازیگر مکمل زن فیلم درام

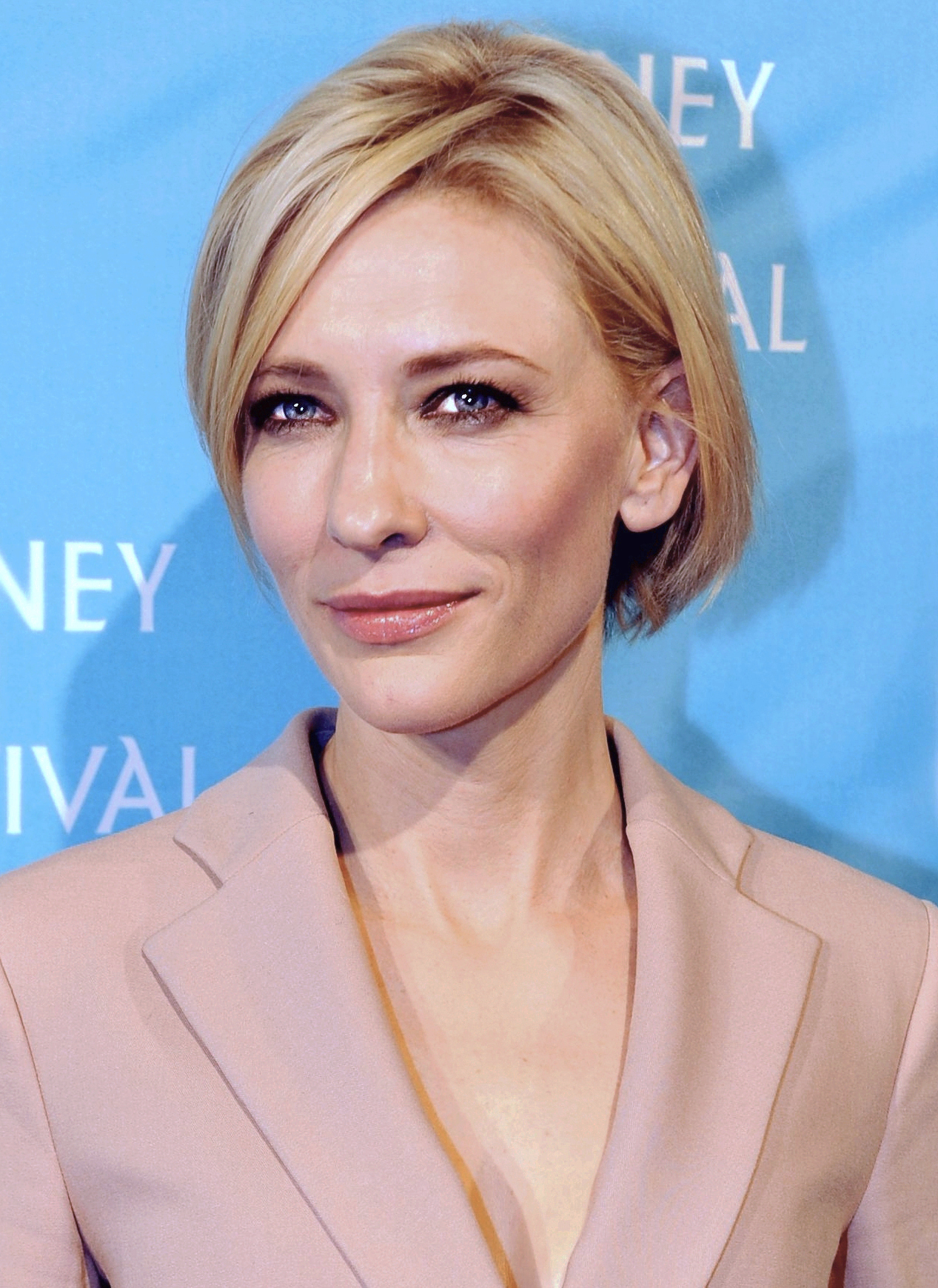
کیت بلانشت، برنده بهترین بازیگر مکمل زن فیلم درام

| جیمی فاکس         | برای فیلم ری                  |
| دان چیدل          | برای فیلم هتل رواندا          |
| جانی دپ           | برای فیلم در جستجوی ناکجاآباد |
| لئوناردو دی‌کاپریو | برای فیلم هوانورد             |
| پل جیاماتی        | برای فیلم راه‌های فرعی         |

| هیلاری سوانک           | برای فیلم دختر میلیون دلاری     |
| آنت بنینگ              | برای فیلم جولیا بودن            |
| کاتالینا ساندینو مورنو | برای فیلم ماریا سرشار از برکت   |
| ایملدا استنتون         | برای فیلم ورا دریک              |
| کیت وینسلت             | برای فیلم درخشش ابدی یک ذهن پاک |

| مورگان فریمن   | برای فیلم دختر میلیون دلاری   |
| توماس هادن چرچ | برای فیلم راه‌های فرعی         |
| جیمی فاکس      | برای فیلم وثیقه               |
| جیمز گارنر     | برای فیلم نوت بوک             |
| فردی هایمور    | برای فیلم در جستجوی ناکجاآباد |

| کیت بلانشت     | برای فیلم هوانورد     |
| کلوریس لیچمن   | برای فیلم اسپنگلیش    |
| لورا لینی      | برای فیلم کینزی       |
| ویرجینیا مادسن | برای فیلم راه‌های فرعی |
| سوفی اوکوندو   | برای فیلم هتل رواندا  |

## برندگان مرد و زن سریال تلویزیونی

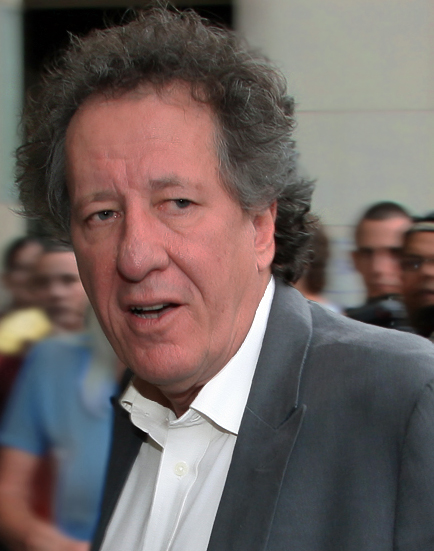
جفری راش عملکرد فوق العاده توسط یک بازیگر مرد در یک مینی سریال یا فیلم تلویزیونی
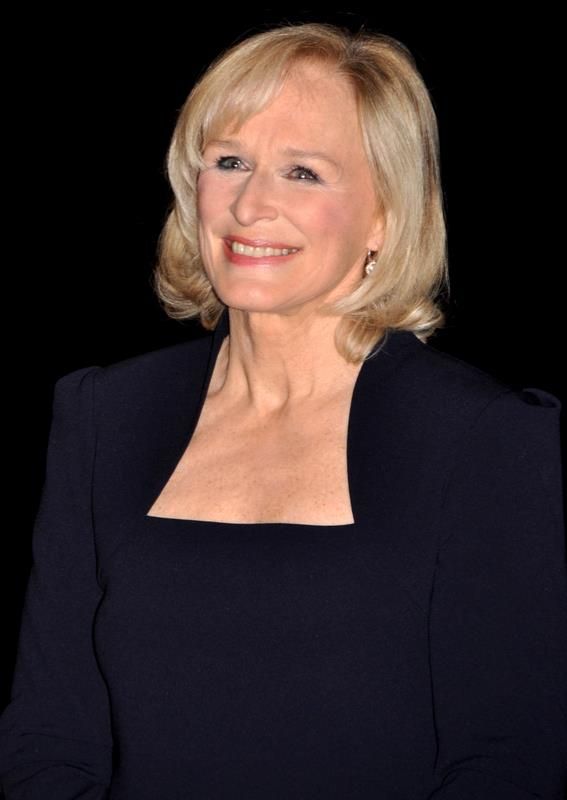
گلن کلوز عملکرد فوق العاده توسط یک بازیگر زن در یک مینی سریال یا فیلم تلویزیونی
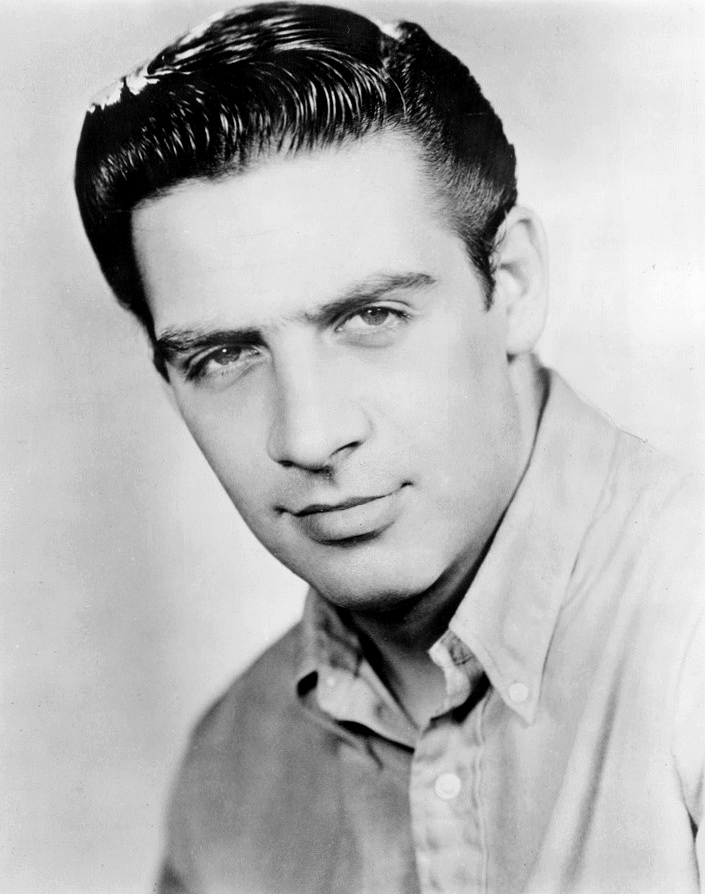
جری اورباک عملکرد فوق العاده توسط یک بازیگر مرد در یک سریال درام

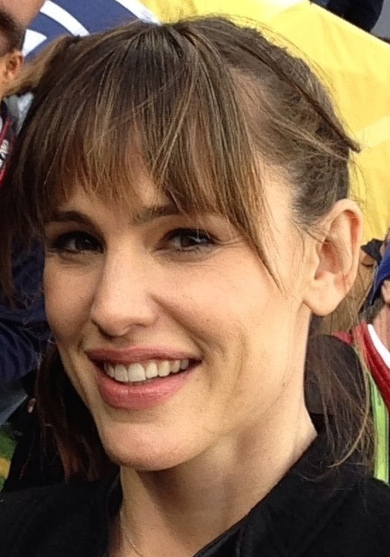
جنیفر گارنر عملکرد فوق العاده توسط یک بازیگر زن در یک سریال درام
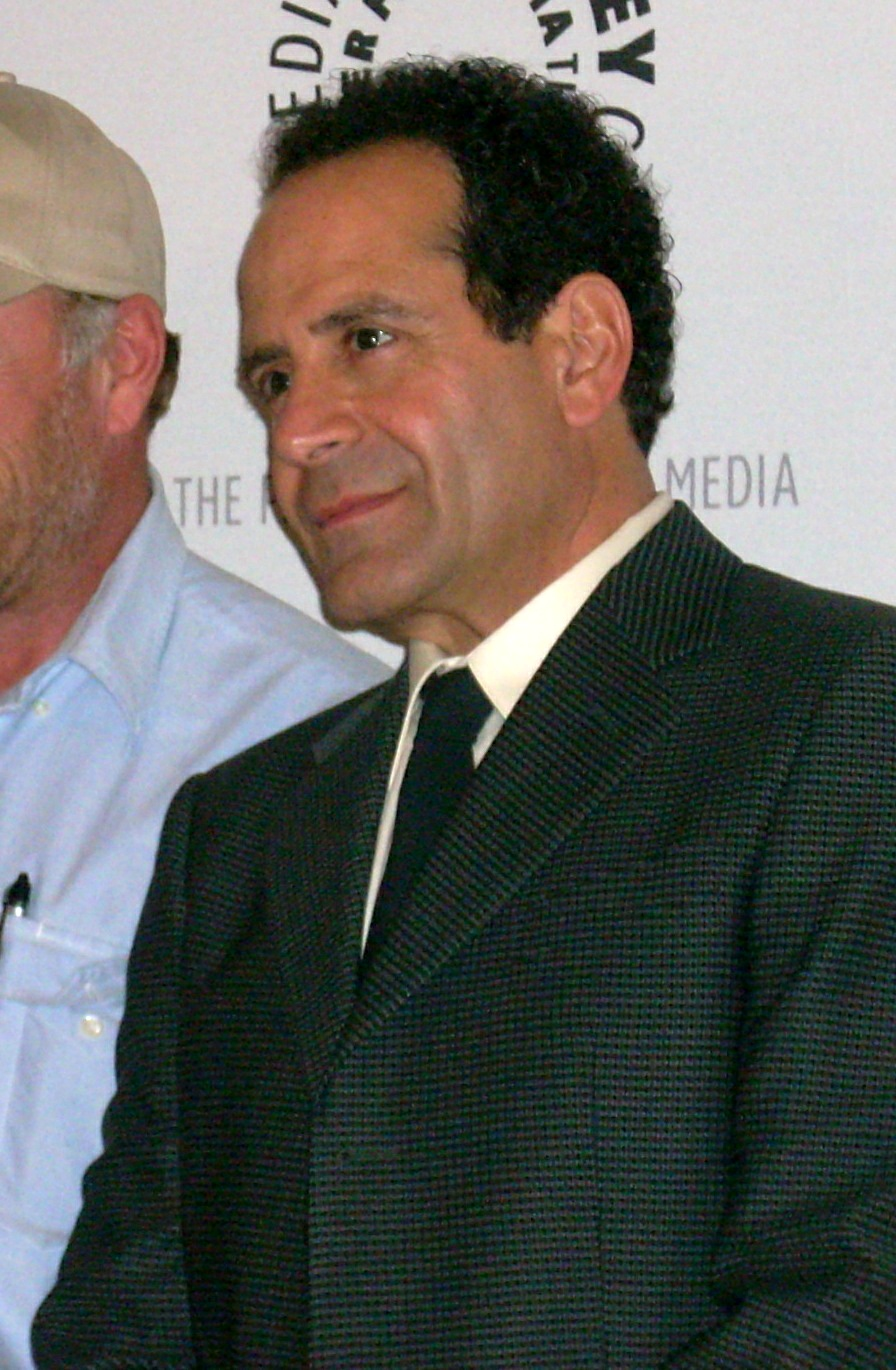
تونی شالهوب عملکرد فوق العاده توسط یک بازیگر مرد در یک سریال کمدی
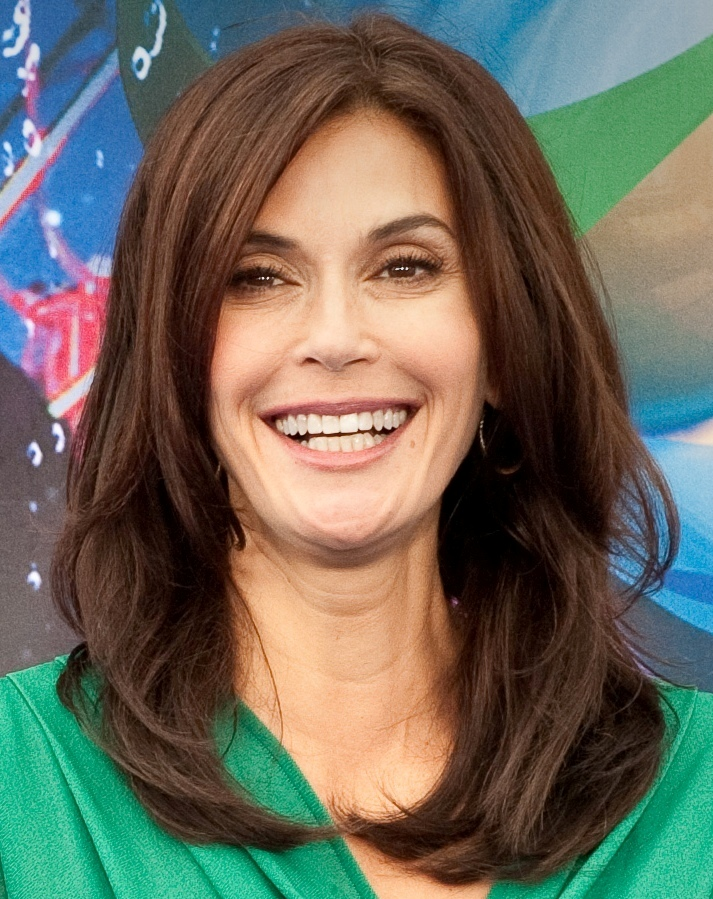
تری هچر عملکرد فوق العاده توسط یک بازیگر زن در یک سریال کمدی